# Navi di superficie a propulsione nucleare
Le navi a propulsione nucleare non hanno mai avuto una grande diffusione.
Infatti, dall'entrata in servizio del rompighiaccio Lenin, nel 1959, sono state costruite in tutto 41 navi con questo tipo di propulsione, in gran parte militari.
Questo è accaduto in quanto, per i militari, le considerazioni strategiche fanno spesso passare in secondo piano quelle economiche (in generale, le navi a propulsione nucleare hanno costi operativi più alti).

## Unità militari
Gran parte delle unità di superficie militari a propulsione nucleare oggi operative sono di fabbricazione statunitense. Si tratta di dieci portaerei della classe Nimitz.
Ci sono inoltre tre incrociatori missilistici e una nave comando in Russia e una portaerei in Francia.

### Francia
| Nome unità              | Classe di appartenenza | Tipo      | Ingresso in servizio | Status attuale |
| ----------------------- | ---------------------- | --------- | -------------------- | -------------- |
| Charles De Gaulle (R91) | Charles de Gaulle      | Portaerei | 2001                 | Operativa      |

### Russia/URSS
| Nome unità       | Classe di appartenenza | Tipo                      | Ingresso in servizio | Status attuale                                              |
| ---------------- | ---------------------- | ------------------------- | -------------------- | ----------------------------------------------------------- |
| Admiral Ushakov  | Kirov                  | Incrociatore missilistico | 1980                 | Demolito nel 2021                                           |
| Admiral Lazarev  | Kirov                  | Incrociatore missilistico | 1984                 | Demolito nel 2021                                           |
| Admiral Nakhimov | Kirov                  | Incrociatore missilistico | 1988                 | Sottoposto ad un programma di aggiornamento                 |
| SSV-33 Ural      | Kapusta                | Nave comando              | 1988                 | In riserva dal 1989 a causa degli elevati costi di gestione |
| Pyotr Velikhiy   | Kirov                  | Incrociatore missilistico | 1995                 | Operativo                                                   |

### Stati Uniti d'America
| Nome unità                        | Classe di appartenenza | Tipo                      | Ingresso in servizio | Status attuale      |
| --------------------------------- | ---------------------- | ------------------------- | -------------------- | ------------------- |
| USS Long Beach (CGN-9)            | Long Beach             | Incrociatore missilistico | 1961                 | Radiato nel 1995    |
| USS Enterprise (CVN-65)           | Enterprise             | Portaerei                 | 1961                 | In disarmo dal 2012 |
| USS Bainbridge (CGN-25)           | Bainbridge             | Incrociatore missilistico | 1962                 | Radiato nel 1996    |
| USS Truxtum (CGN-35)              | Truxtum                | Incrociatore missilistico | 1967                 | Radiato nel 1995    |
| USS California (CGN-36)           | California             | Incrociatore missilistico | 1974                 | Radiato nel 1999    |
| USS South Carolina (CGN-37)       | California             | Incrociatore missilistico | 1975                 | Radiato nel 1999    |
| USS Nimitz (CVN-68)               | Nimitz                 | Portaerei                 | 1975                 | Operativa           |
| USS Virginia (CGN-38)             | Virginia               | Incrociatore missilistico | 1976                 | Radiato nel 1994    |
| USS Texas (CGN-39)                | Virginia               | Incrociatore missilistico | 1977                 | Radiato nel 1993    |
| USS Dwight D. Eisenhower (CVN-69) | Nimitz                 | Portaerei                 | 1977                 | Operativa           |
| USS Mississippi (CGN-40)          | Virginia               | Incrociatore missilistico | 1978                 | Radiato nel 1997    |
| USS Arkansas (CGN-41)             | Virginia               | Incrociatore missilistico | 1980                 | Radiato nel 1998    |
| USS Carl Vinson (CVN-70)          | Nimitz                 | Portaerei                 | 1982                 | Operativa           |
| USS Theodore Roosevelt (CVN-71)   | Nimitz                 | Portaerei                 | 1986                 | Operativa           |
| USS Abraham Lincoln (CVN-72)      | Nimitz                 | Portaerei                 | 1989                 | Operativa           |
| USS George Washington (CVN-73)    | Nimitz                 | Portaerei                 | 1992                 | Operativa           |
| USS John C. Stennis (CVN-74)      | Nimitz                 | Portaerei                 | 1995                 | Operativa           |
| USS Harry S. Truman (CVN-75)      | Nimitz                 | Portaerei                 | 1998                 | Operativa           |
| USS Ronald Reagan (CVN-76)        | Nimitz                 | Portaerei                 | 2003                 | Operativa           |
| USS George H. W. Bush (CVN-77)    | Nimitz                 | Portaerei                 | 2009                 | Operativa           |

## Navi civili
In generale, l'utilizzo della propulsione nucleare per le navi civili ha avuto un successo molto limitato, soprattutto a causa degli elevati costi di gestione.
In tutto, sono state costruite quindici unità di questo tipo (di cui solo tre in Occidente): tre navi da carico, una per ricerche e undici rompighiaccio.
Attualmente, sopravvivono i rompighiaccio (non tutti operativi) e la nave da carico Sevmorput (che ha lo scafo rompighiaccio).

### Germania
| Nome unità | Classe di appartenenza | Tipo           | Ingresso in servizio | Status attuale                                                            |
| ---------- | ---------------------- | -------------- | -------------------- | ------------------------------------------------------------------------- |
| Otto Hahn  | Otto Hahn              | Nave da carico | 1968                 | Reattori rimossi nel 1979. Operativa a propulsione convenzionale dal 1982 |

### Giappone
| Nome unità | Classe di appartenenza | Tipo              | Ingresso in servizio | Status attuale    |
| ---------- | ---------------------- | ----------------- | -------------------- | ----------------- |
| Mutsu      | Mutsu                  | Nave per ricerche | 1990                 | Inattiva dal 1995 |

### Russia/URSS
| Nome unità      | Classe di appartenenza | Tipo                                 | Ingresso in servizio | Status attuale                                            |
| --------------- | ---------------------- | ------------------------------------ | -------------------- | --------------------------------------------------------- |
| Lenin           | Lenin                  | Rompighiaccio a propulsione nucleare | 1959                 | In riserva dal 1989. Convertito in nave museo             |
| Arktika         | Arktika                | Rompighiaccio a propulsione nucleare | 1975                 | Inattivo                                                  |
| Sibir           | Arktika                | Rompighiaccio a propulsione nucleare | 1977                 | Inattivo                                                  |
| Rossiya         | Arktika                | Rompighiaccio a propulsione nucleare | 1985                 | Operativo                                                 |
| Sevmorput       | Sevmorput              | Nave da carico                       | 1988                 | Operativo                                                 |
| Tajmyr          | Tajmyr                 | Rompighiaccio a propulsione nucleare | 1989                 | Operativo                                                 |
| Vaigach         | Tajmyr                 | Rompighiaccio a propulsione nucleare | 1990                 | Operativo                                                 |
| Sovetskiy Soyuz | Arktika                | Rompighiaccio a propulsione nucleare | 1990                 | Operativo                                                 |
| Yamal           | Arktika                | Rompighiaccio a propulsione nucleare | 1993                 | Operativo                                                 |
| 50 Let Pobedy   | Arktika                | Rompighiaccio a propulsione nucleare | 2007                 | Operativo                                                 |
| Arktika         | LK-60Ya                | Rompighiaccio a propulsione nucleare | 2018                 | Varata nel 2016, entrata in servizio prevista per il 2018 |
| Sibir           | LK-60Ya                | Rompighiaccio a propulsione nucleare | ?                    | Costruzione iniziata nel 2015                             |

### Stati Uniti d'America
| Nome unità | Classe di appartenenza | Tipo           | Ingresso in servizio | Status attuale                                         |
| ---------- | ---------------------- | -------------- | -------------------- | ------------------------------------------------------ |
| Savannah   | NS Savannah            | Nave da carico | 1962                 | Inattiva dal 1972 a causa degli alti costi di gestione |